# NGC 3742
NGC 3742 est une galaxie spirale barrée (intermédiaire ?) située dans la constellation du Centaure. NGC 3742 a été découverte par l'astronome britannique John Herschel en 1828.

## Caractéristiques
La classe de luminosité de NGC 3742 est I-II et elle présente une large raie HI.

### Distance
Sa vitesse par rapport au fond diffus cosmologique est de 3 034 ± 26 km/s, ce qui correspond à une distance de Hubble de 44,8 ± 3,2 Mpc (∼146 millions d'al).
À ce jour, quatre mesures non basées sur le décalage vers le rouge (redshift) donnent une distance de 42,225 ± 4,887 Mpc (∼138 millions d'al), ce qui est à l'intérieur des valeurs de la distance de Hubble.

## Paire de galaxies
NGC 3742 et NGC 3749 forment une paire de galaxies.